# Cortes de Baza (kommunhuvudort)
Cortes de Baza är en kommunhuvudort i Spanien.   Den ligger i provinsen Provincia de Granada och regionen Andalusien, i den södra delen av landet, 300 km söder om huvudstaden Madrid. Cortes de Baza ligger 701 meter över havet och antalet invånare är 2 354.
Terrängen runt Cortes de Baza är kuperad västerut, men österut är den platt.Runt Cortes de Baza är det glesbefolkat, med 17 invånare per kvadratkilometer. Närmaste större samhälle är Baza, 18,2 km söder om Cortes de Baza. Trakten runt Cortes de Baza består till största delen av jordbruksmark.